# Carl Christian Leberecht Franke

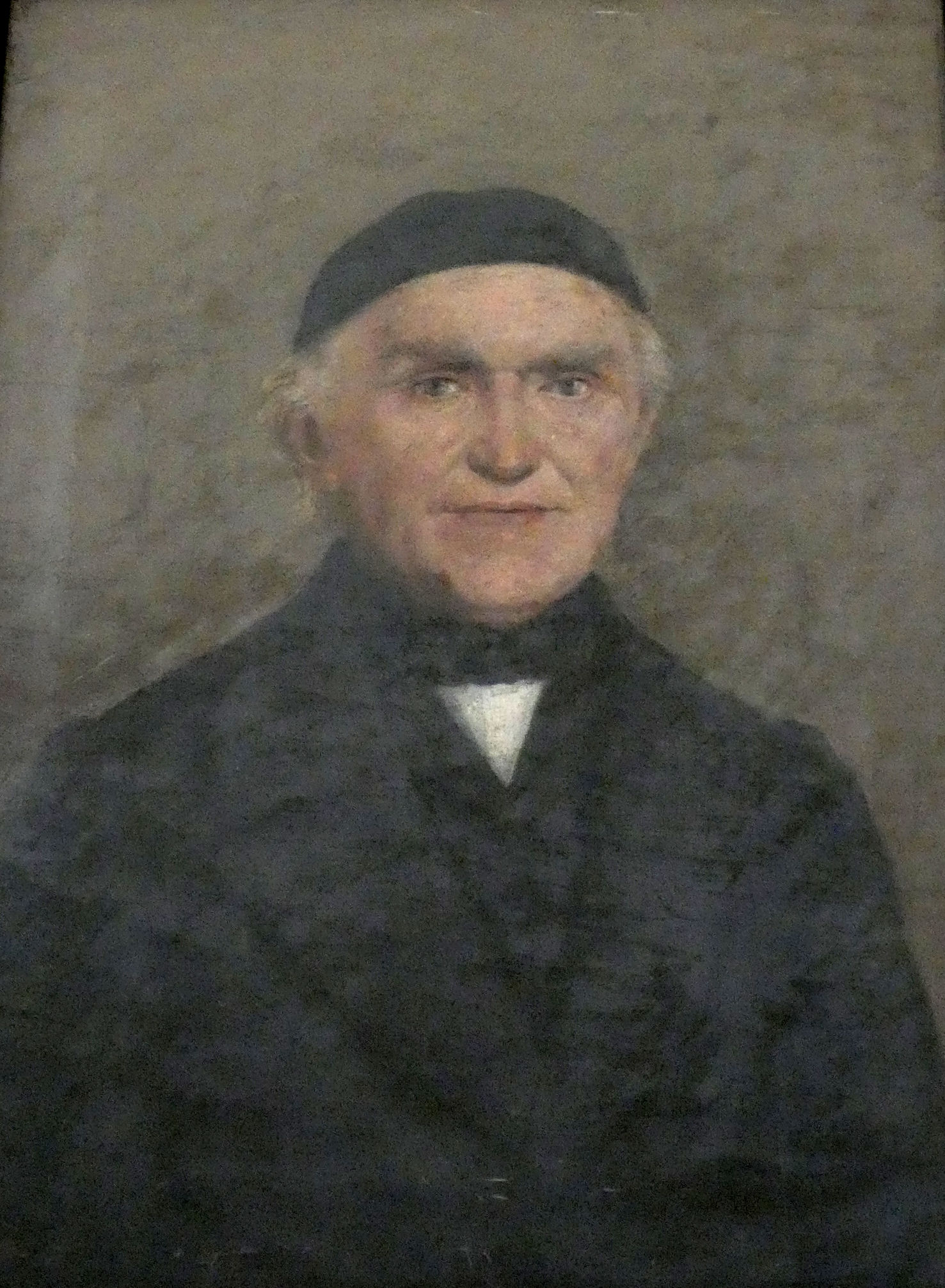
Porträt von Carl Christian Leberecht Franke aus der Marktkirche Halle

Carl Christian Leberecht Franke (* 24. November 1796 in Stenzig bei Sonnenburg; † 1. Mai 1879 in Halle an der Saale) war ein deutscher evangelischer Theologe.

## Leben
Carl Christian Leberecht Franke entstammte bescheidenen Verhältnissen. Er besuchte das Pädagogium in Züllichau und kämpfte ab 1813 im preußischen Heer in den Napoleonischen Kriegen gegen Frankreich. Nach seiner Rückkehr begann er sein Theologiestudium an der Universität Halle. Anschließend fungierte er als Lehrer in Magdeburg. Kurz darauf wurde er Pfarrer der St. Marienkirche in Halle.
Ab 1823 wirkte Franke als Diakon. Drei Jahre darauf graduierte er in Halle zum Lizentiaten der Theologie und hielt fortan Vorlesungen. 1834 wurde er Archidiakon und als Professor an die Universität Halle berufen. 1848 wurde er Superintendent.
Seine Vorlesungen handelten besonders von Katechetik, Homiletik und Theologischer Enzyklopädie. Von der Universität trennte er sich mit der Zeit immer mehr, da er der rationalistischen Theologie angehörte und diese Ansicht auch durchsetzte. Später entließ die Universität alle Theologieprofessoren, die den Rationalismus vertraten, so auch Franke. In den 1850ern hörte er auf, Vorlesungen zu halten. Das Pfarramt gab er aufgrund seines Alters 1875 auf.
Franke hinterließ seinen Sohn, den Mediziner und Professor Walter Franke.
Als Seelsorger machte sich Franke einen Namen, besonders während der Choleraepidemie von 1832. Neben einer Schrift zur Erlangung des Lizentiatengrades, mehreren Predigten und einer Festschrift verfasste er Beiträge für die Zeitschrift für Prediger. Er war ab 1824 Mitglied der Freimaurerloge Zu den drei Degen in Halle und von 1863 bis 1873 deren Meister vom Stuhl.

## Werke
- De diei dominici apud veteres Christianos celebratione (1826; Schrift zur Promotion zum Lizentiaten)
- Das Wort Gottes an seine Bekenner nach gnädiger Errettung aus langer, schwerer Trübsal (1832)
- Geschichte der Hallischen Reformation mit steter Berücksichtigung der allgemeinen deutschen Reformationsgeschichte (1841)